# Angolatitan
Angolatitan là một chi khủng long, được Mateus Jacobs Schulp Polcyn Taveres Neto Morais & Telles Antunes mô tả khoa học năm 2011.